# Морозова Ганна Опанасівна
Ганна Опанасівна Морозова (нар. 23 травня 1921, хутір Поляни Мосальський повіт, Калузька губернія, РРФСР — пом. 31 грудня 1944, Нова-Весь, гміна Сементково, Журомінський повіт, Польська Республіка) — радянська розвідниця, керівниця інтернаціональної підпільної організації, радистка в роки німецько-радянської війни. Герой Радянського Союзу (8 травня 1965 року, посмертно).

## Біографія
Ганна Морозова народилася 23 травня 1921 року в селі Поляни Мосальского повіту Калузької губернії. Батько — Панас Калістратович Морозов, кравець. Мати — Євдокія Федотівна Морозова, домогосподарка. У батьків було п'ятеро дітей, старшою з яких була Аня.
Пізніше вона переїхала з сім'єю в місто Брянськ, потім — в селище Сєща Дубровського району Брянської області. Закінчила вісім класів Сєщенської середньої школи, де вступила до лав ВЛКСМ. Після закінчення курсів бухгалтерів працювала за фахом в авіаційній військової частини, що базувалася на місцевому військовому аеродромі.
9 серпня 1941 року, під час німецько-радянської війни, війська нацистської Німеччини захопили селища Дубровка та Сєща. Після німецько-фашистської окупації на сєщинському аеродромі, де до війни базувалася радянська 9-я важкобомбардувальна авіаційна бригада, розташувалася велика авіабаза 2-го повітряного флоту Військово-повітряних сил Третього рейху, що налічувала до трьохсот німецьких бомбардувальників, які наносили бомбові удари по Москві та іншим радянським містам. Органи радянської розвідки вкрай потребували точних відомостей про цей засекречений німцями стратегічно важливий військовий об'єкт ворожої авіації. З метою отримання таких розвідувальних даних на Брянщині почали створювати підпільні організації.
Повернувшись після фашистських бомбардувань в окуповану Сєщу Ганна, залишившись без домівки та рідних, влаштувалася прачкою на німецьку військову авіабазу, де поступово знайшла своїх довоєнних подруг і залучила їх до роботи у організованій нею підпільній групі.
З весни 1942 року по вересень 1943 року Морозова, під позивним «Резеда», керувала інтернаціональною (радянсько-польсько-чехословацькою) підпільною організацією в селищі Сєща у складі 1-ї Клєтнянської партизанської бригади. Добувала цінні відомості про сили противника, організовувала диверсії з підриву літаків і виведенню з ладу іншої військової техніки ворога. Командування 1-ї Клєтнянської партизанської бригади пізніше оцінило значення сєщинського підпілля так: «До квітня 1942 року Сєщинська група перетворилася на інтернаціональне підпілля, бо до нього увійшли, крім радянських громадян, поляки, чехи і один румун. Підпільники Сєщи, крім розвідданих, які присилаються майже щодня в бригаду, проводили велику диверсійну роботу. Отримавши з бригади магнітні міни, вони замінували і висадили двадцять літаків, шість залізничних ешелонів, два склади з боєприпасами». З часом ці цифри уточнювалися і зростали, ставали відомими інші подвиги сєщинських інтернаціональних підпільників.
На підставі розвідувальних даних Ганни Морозової та її групи 17 червня 1942 року партизани розгромили гарнізон ворожої авіаційної бази в селі Сергіївка, знищивши двісті осіб льотного складу люфтваффе і тридцять вісім автомашин. За деякими даними, група Морозової підірвала літак оберстлейтенанта Вальтера Левесса-Ліцманна.
Після звільнення червоною армією у вересні 1943 року селища Сєща в ході операції по звільненню території Брянської області від німецько-фашистських загарбників сєщинське інтернаціональне підпілля завершило свою роботу, а Ганну Морозову викликали до штабу 10-ї армії Збройних сил СРСР для вручення їй медалі «За відвагу», після чого вона вступила до лав Червоної армії.
У червні 1944 року Ганна Морозова закінчила курси радистів у розвідшколі Розвідувального управління Генерального штабу Червоної армії. Як боєць диверсійно-розвідувальної групи «Джек» розвідувального відділу штабу 10-ї армії Збройних сил СРСР була кинута на територію Східної Пруссії під позивним «Лебідь». Добре налагоджена німецька система оповіщення та неможливість довго переховуватися в окультурених прусських лісопосадках вели до загибелі численних радянських розвідгруп, що активно закидалися для розвідки системи німецьких укріплень (зокрема, лінії резервних німецьких довготривалих укріплень «Ільменгорст», що простягнулася від литовського кордону на півночі до Мазурських боліт на півдні: Тільзіт — Німан — Гусєв — Голдап — Венґожево — Крилово — Алленбург — Велау).

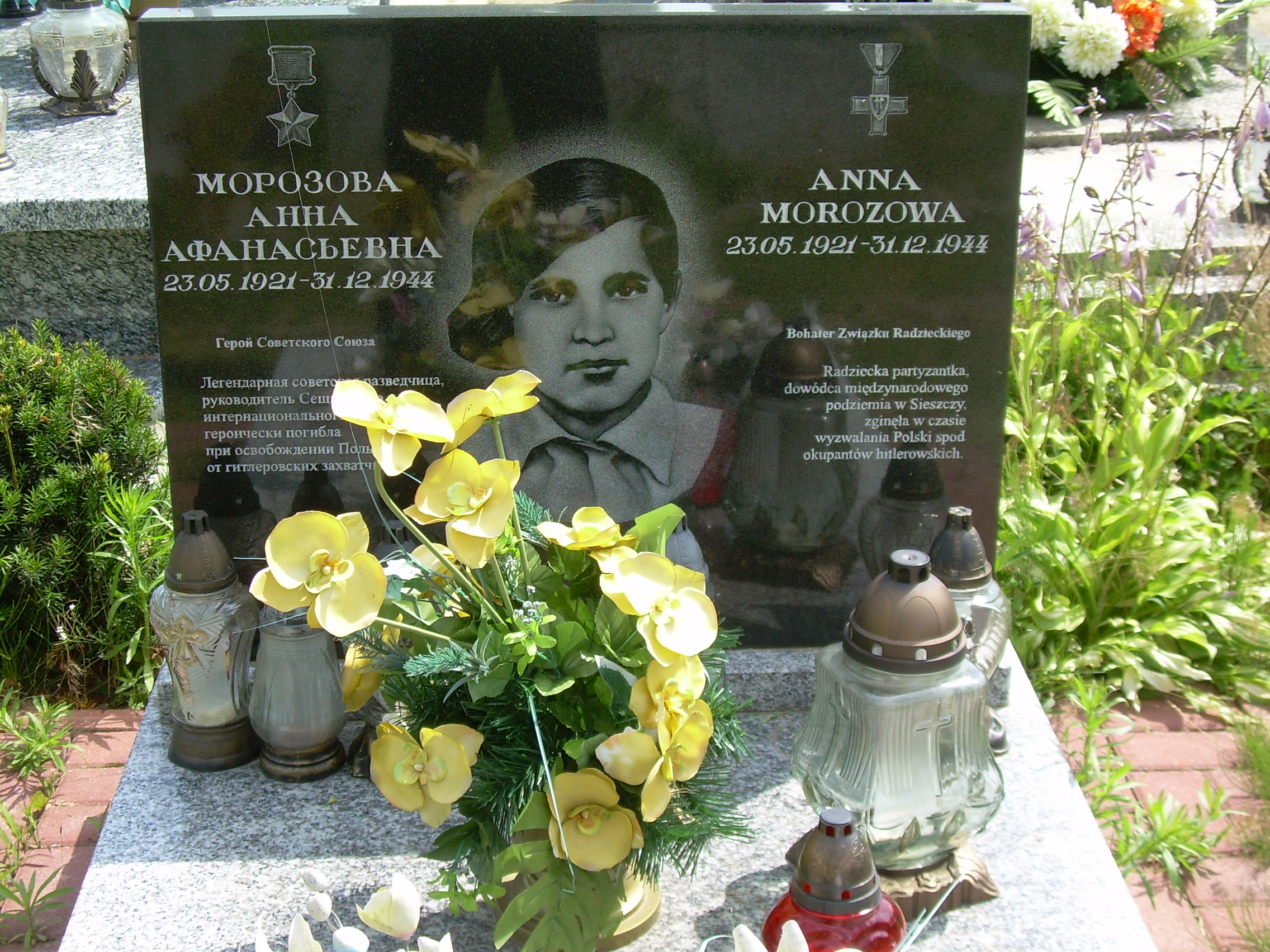
Могила Ганни Морозової в польському селі Градзаново-Костельне.

З кінця 1944 року Ганна Морозова перебувала у  складі об'єднаного радянсько-польського партизанського загону. Несучи втрати, група «Джек» перейшла на окуповану німцями польську територію. 31 грудня 1944 року, виходячи із розташування радянських військ, в бою на хуторі Нова-Весь (гміна Семьонтково) розвідниця потрапила в оточення, отримала важке поранення (куля роздробила зап'ясті лівої руки), відстрілювалася до останнього патрона і, щоб не потрапити в полон, підірвала себе і двох наближалися до неї есесівців останньою гранатою. Місце загибелі Ганни Морозової знаходиться на узліссі між селами [[Сіцяж (пол. Siciarz) і Дзечево (пол. Dzieczewo).
Географічні координати: 52°55′29.7″ пн. ш. 20°01′21.7″ сх. д. / 52.924917° пн. ш. 20.022694° сх. д..
Похована Ганна Морозова у населеному пункті Ґрадзаново-Косьцельне (пол. Gradzanowo Kościelne), за 34 км від польського міста Млави.

## Нагороди
- 1943 — медаль «За відвагу».
- Орден Леніна.
- Орден Червоної Зірки.

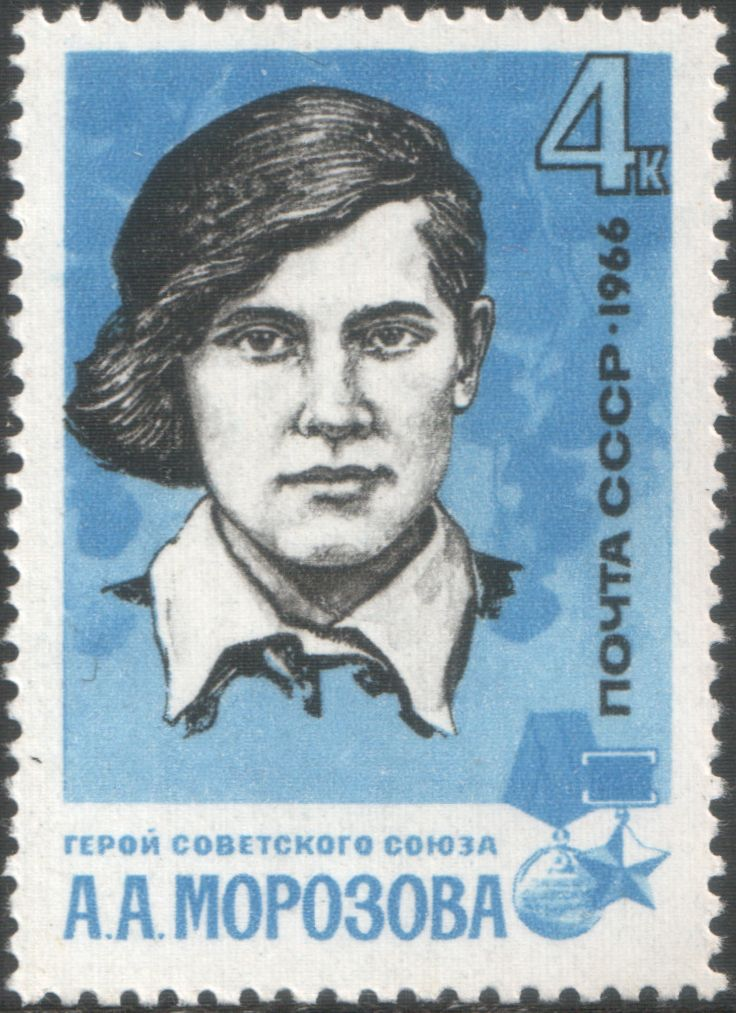
Поштова марка СРСР.
«Герой Радянського Союзу
Ганна Морозова. 1966 рік».

- Орден «Хрест Грюнвальда» II ступеня (Польща).
- 1965 — звання «Герой Радянського Союзу» присвоєно учасниці Сєщинської підпільної організації (Брянська область) Морозовій Ганні Опанасівні (посмертно) указом Президії Верховної Ради СРСР від 8 травня 1965 року — «за особливі заслуги, мужність і героїзм, проявлені в боротьбі з німецько-фашистськими загарбниками в період Великої Вітчизняної війни 1941-1945 рр.»[1].

## Пам'ять

Пам'ятник радянсько-польсько-чехословацькому підпіллю в селищі Сєща Дубровського району Брянської області.

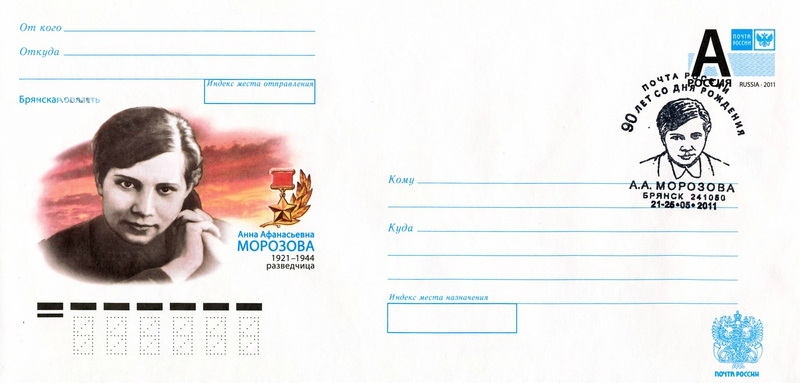
Ганна Морозова на конверті «Пошти Росії» (травень 2011 року).

- 1966 року «Пошта СРСР» випустила поштову марку на честь Героя Радянського Союзу Ганни Опанасівни Морозової.
- В центрі селища Сєща Дубровського району Брянської області 17 вересня 1968 року споруджено пам'ятник членам інтернаціонального підпілля (роботи брянських архітектора Юрія Тарабріна і скульптора Ніни Козлової) — Костянтину Поварову, Ганні Морозовій, Яну Маньківському[2].
- В парку Перемоги міста Мосальська Калузької області встановлено бюст Ганни Морозової.
- Ім'ям Ганни Морозової названі вулиці в містах Брянську і Жуковці, селищі міського типу Дубровці Брянської області, місті Мосальску Калузької області.
- У московській середній школі № 710 створено музей, присвячений Ганні Морозовій.
- У Долговській середній школі Мосальского району Калузької області встановлено бюст Ганни Морозової.
- У травні 2011 року на честь 90-річчя з дня народження Ганни Морозової «Поштою Росії» випущена партія поштових конвертів з її зображенням.

### В кінематографі

#### «Викликаємо вогонь на себе» (1965)
У 1959 році колишній радянський розвідник Овідій Горчаков опублікував статтю в «Комсомольській правді», а в 1960 році вийшла написана ним у співавторстві з польським письменником Янушем Пшимановским повість «Викликаємо вогонь на себе», присвячена подвигу Ганни Морозової та її групи.
У 1963 році режисер Сергій Колосов за матеріалами повісті створив радіоспектакль. Постановка, в якій також були задіяні реальні учасники подій війни, викликала широкій відгук слухачів, творці отримали багато листів, після чого Колосов вирішив взятися за фільм.
Прем'єрний показ першого радянського телесеріалу (4 серії) «Викликаємо вогонь на себе» режисера Сергія Колосова з Людмилою Касаткіною в головній ролі почався 18 лютого 1965 року на першій програмі Центрального телебачення. У фільмі показані реальні події навколо військового аеродрому в Сєщі. Після всесоюзної телевізійної трансляції картини ветерани німецько-радянської війни та громадські організації звернулися до керівництва СРСР з пропозицією присвоїти Ганні Морозовій звання Героя Радянського Союзу.

#### «Парашути на деревах» (1973)
У 1973 році за документальною книгою бійця розвідгрупи «Джек» Наполеона Ридєвського режисером Йосипом Шульманом знятий однойменний радянський телевізійний художній фільм «Парашути на деревах», що розповідає про дії членів групи, в тому числі і радистки Ганни Морозової, на території Східної Пруссії.